# Pietro Summonte
Pietro Summonte (1463 - 1526) va ser un humanista del Renaixement italià originari de Nàpols, membre del "Cercle d'amics de l'estil de Ciceró", que constituiria l'Academia Pontaniana. La cura de Summonte conservant la seva correspondència sobre temes artístics amb el venecià Marcantonio Michiel resulta un arxiu preciós per als historiadors d'art. El seu poema essencial va ser el Canzone intitulata Aragonia. Jacopo Sannazaro i Benedetto Cariteo li van adreçar versos, en llatí i vernacle, i Sannazaro els va confiar el seu Arcàdia, que havia circulat en manuscrit des del voltant de 1485, però del qual varen aparèixer edicions pirates a Venècia (1502), en una impressió acuradament corregida per Segismundo Mayr (1504), en què Brian Richardson ha detectat revisions que acostaven la llengua més a prop de la de Boccaccio i Petrarca, de manera que perdés moltes de les seves formes dialectals del sud. Summonte, que va prendre la direcció de l'Accademia Pontaniana després de la mort de Pontano (1503), va editar els dos llibres de la publicació de Pontano d'hendecasíl·labs, als quals va subtítular Baiae.